# Thressa
Thressa är ett släkte av tvåvingar. Thressa ingår i familjen fritflugor.

## Arter inomThressa[1]
- Thressa aeneiventris
- Thressa anderssoni
- Thressa apicalis
- Thressa atricornis
- Thressa beckeri
- Thressa cyanescens
- Thressa flavior
- Thressa gigas
- Thressa guizhouensis
- Thressa incongruens
- Thressa laticornis
- Thressa maculata
- Thressa polita
- Thressa punctifera
- Thressa signifera
- Thressa spuria